# شورای عالی انقلابی یمن
کارگروه انقلابی یمن (به عربی:اللجنة الثوریة یا المجلس الثوری یا اللجان الثوریة) هیئت حاکمهٔ انصارالله پس از انقلاب ۲۰۱۵ م. یمن است.
بر طبق توافقی که میان انصارالله و حزب کنگره انجام شد، از ۱۶ مرداد ۱۳۹۵ برابر ۶ اوت ۲۰۱۶ م ادارهٔ کشور به شورای عالی سیاسی تشکیل‌شده از اعضای این دو جریان واگذار گردید، و صالح صماد از انصارالله نخستین رئیس این شورا تعیین شد.
البته شورای عالی انقلابی پس از واگذاری ادارهٔ کشور به شورای عالی سیاسی منحل نشده‌است و به کار خود ادامه می‌دهد.

## مشخصات مجلس
از مشخصات این مجلس و اعضای آن اطلاعی در دست نیست. فقط دانسته شده که اعضای آن را اغلب مردان و بعضاً زنان دارا هستند و رئیس آن محمد علی حوثی پسرعموی عبدالملک حوثی است. این مجلس از ۶ فوریه ۲۰۱۵ اعلام موجودیت کرده است و اداره مناطق تحت سیطره در یمن را بر عهده دارد. هیئت رئیسه این مجلس ۵ نفر بوده که به مدت دو سال بر این مجلس ریاست خواهند داشت.